# 業界技術狩人 ギョーテック
『業界技術狩人 ギョーテック』（ぎょうかいテクニックハンター ギョーテック）は、一部テレビ朝日系列局と北日本放送（日本テレビ系列）で放送されていたテレビ朝日制作のバラエティ番組である。通称「ギョーテック」。全75回。制作局のテレビ朝日では2007年10月5日から2009年9月18日まで、毎週金曜 25:20 - 25:50 （日本標準時）に放送。

## 概要
『oh♪dolly25』のシーズン3にあたる番組で、シーズン2の『悲宝館』がリニューアルする形でスタート。MC（司会）は前身番組群と同様に藤井隆が務めていた。
番組は毎回1つの業界を取り上げ、その業界独自のテクニック（ギョーテク）を取材しに吉本興業のお笑い芸人たちがロケを敢行。それを基に作成したクイズをスタジオにいるゲストに3問出題していた。ゲストが全問正解した場合には、彼らが希望する商品をプレゼントしたが、1問でも不正解があった場合には、希望商品の名前をもじった残念賞を贈っていた。番組終了までに全問正解を達成したゲストは、福田沙紀、塚本高史、AKINA、観月ありさ、はるな愛、松田翔太の6名。
この番組の最終回をもって、2001年4月3日放送開始の『BEST HIT TV』以来8年半にわたって続いた藤井隆メインの深夜番組シリーズは幕を降ろした。

## 出演者
すべて前番組『悲宝館』からの継続出演者で、リポーター役のお笑い芸人たちは「テクニックハンター」と呼ばれていた。この他に、毎回1人もしくは1組のゲストが出演していた。

### MC
- 藤井隆

### テクニックハンター
下記の中から2組が出演。
- ブラックマヨネーズ（吉田敬・小杉竜一）
- 森三中（大島美幸・村上知子・黒沢かずこ）
- チュートリアル（徳井義実・福田充徳）
- ハリセンボン（箕輪はるか・近藤春菜）
- 麒麟（川島明・田村裕）

## スタッフ
- ナレーター：安原義人
- 構成：吉井三奈子、松本真一、塩野智章、鳥戒大悟／長谷川朝二
- カメラ：五十嵐陽
- 音声：目野智子
- 美術：井碩伸介
- 美術デザイン：森永牧子
- 技術協力：スウィッシュジャパン、麻布プラザ、COM
- 美術協力：テレビ朝日クリエイト
- 音効：竹内陽
- 編成：松瀬俊一郎、遠藤華子
- 広報：加藤直美
- コスチューム：高堂のりこ、CONVERSE
- スタイリスト：TEES
- AD：藤崎絵三
- ディレクター：馬場省吾、長坂伸行
- 総合演出：並木慶
- プロデューサー：今滝陽介、田島雄一
- 演出・プロデューサー：高橋正輝
- ゼネラルプロデューサー：高橋良行
- 制作協力：BACK-UP、吉本興業
- 制作著作：テレビ朝日

## 放送リスト
| 放送回 | 放送日                                | テーマ     | ゲスト                                               |
| ------ | ------------------------------------- | ---------- | ---------------------------------------------------- |
| #1     | 水族館業界                            | 2007.10.05 | 松浦亜弥                                             |
| #2     | 倒産買取業界                          | 2007.10.12 | ルー大柴                                             |
| #3     | 恋愛演出業界                          | 2007.10.26 | 小栗旬                                               |
| #4     | おもちゃ業界                          | 2007.11.02 | 中川翔子                                             |
| #5     | 競馬業界                              | 2007.11.09 | しずちゃん（南海キャンディーズ）                     |
| #6     | 女性下着通販業界                      | 2007.11.16 | 要潤                                                 |
| #7     | 作詞業 〜 松本隆編                    | 2007.11.23 | 吉田栄作                                             |
| #8     | 音響効果                              | 2007.12.07 | 水川あさみ                                           |
| #9     | 記念日プロデュース業                  | 2007.12.14 | 安田美沙子                                           |
| #10    | シズルプランナー                      | 2007.12.21 | 福田沙紀                                             |
| #11    | TVゲーム業界                          | 2008.1.11  | 瑛太                                                 |
| #12    | 美容整形業界                          | 2008.1.18  | 吉沢悠・加藤夏希                                     |
| #13    | アナウンサー業界                      | 2008.2.1   | 塚本高史                                             |
| #14    | 回転寿司業界                          | 2008.2.8   | 井川遥                                               |
| #15    | 映画買い付け業                        | 2008.2.15  | 高橋克実                                             |
| #16    | 世界を股にかける日本企業              | 2008.2.22  | 佐藤隆太                                             |
| #17    | ガチャガチャ業界                      | 2008.3.7   | 武田真治                                             |
| #18    | 実演販売業                            | 2008.3.14  | 片瀬那奈                                             |
| #19    | 総集編                                | 2008.3.21  |                                                      |
| #20    | 観光バス業界 前編                     | 2008.4.4   | 釈由美子・原沙知絵                                   |
| #21    | 観光バス業界 後編                     | 2008.4.11  | 釈由美子・原沙知絵                                   |
| #22    | 99円コンビニ業界                      | 2008.4.18  | 高橋愛・道重さゆみ・久住小春（モーニング娘。）       |
| #23    | 食品サンプル業界                      | 2008.5.2   | 石原さとみ                                           |
| #24    | SP業界                                | 2008.5.9   | 長澤まさみ                                           |
| #25    | アイドル雑誌業界                      | 2008.5.16  | 上地雄輔                                             |
| #26    | かつら業界                            | 2008.5.23  | 小出恵介                                             |
| #27    | キャラクター業界                      | 2008.6.6   | 本仮屋ユイカ                                         |
| #28    | 家電量販店業界                        | 2008.6.13  | 市原隼人                                             |
| #29    | ファッション水着業界                  | 2008.6.20  | 南明奈                                               |
| #30    | 殺陣（たて）業界                      | 2008.7.4   | 北乃きい                                             |
| #31    | 焼肉業界                              | 2008.7.11  | 中川翔子                                             |
| #32    | インターネット業界                    | 2008.8.8   | Perfume                                              |
| #33    | キャラクターフィギュア業界            | 2008.8.15  | 加藤夏希                                             |
| #34    | お受験業界                            | 2008.8.22  | 加藤ローサ                                           |
| #35    | テレビ美術業界                        | 2008.9.5   | 遠藤雄弥・中村優一・鈴木裕樹（D-BOYS）               |
| #36    | インテリアコーディネート業界          | 2008.9.12  | 原幹恵                                               |
| #37    | 漫画家業界                            | 2008.9.19  | 優木まおみ                                           |
| #38    | 自転車業界                            | 2008.10.3  | 永井大                                               |
| #39    | 老舗業界・弁当屋                      | 2008.10.10 | 新垣結衣                                             |
| #40    | ガールズファッション業界              | 2008.10.17 | 塚本高史                                             |
| #41    | プロボクシング業界                    | 2008.10.31 | 北川景子                                             |
| #42    | ラーメン業界                          | 2008.11.7  | 福田沙紀                                             |
| #43    | 動物園業界 前編                       | 2008.11.14 | 綾瀬はるか                                           |
| #44    | 動物園業界 後編                       | 2008.11.21 | 綾瀬はるか                                           |
| #45    | 商店街業界・アメ横編                  | 2008.12.5  | 赤井英和                                             |
| #46    | ゲームソフト業界                      | 2008.12.12 | AKINA                                                |
| #47    | お菓子業界                            | 2008.12.19 | 観月ありさ                                           |
| #48    | キャバクラ業界                        | 2008.12.26 | 沢村一樹                                             |
| #49    | 総集編                                | 2009.1.9   | 後藤輝基（フットボールアワー）                       |
| #50    | ミュージカル業界                      | 2009.1.16  | ダンテ・カーヴァー                                   |
| #51    | ストッキング業界                      | 2009.1.23  | 要潤                                                 |
| #52    | スポーツジム業界                      | 2009.2.6   | 成宮寛貴                                             |
| #53    | パティシエ業界                        | 2009.2.13  | 宮藤官九郎                                           |
| #54    | ペットショップ業界編                  | 2009.2.20  | ほしのあき                                           |
| #55    | 博物館業界・鉄道博物館                | 2009.3.6   | 板尾創路                                             |
| #56    | カラオケ業界編                        | 2009.3.13  | 谷村奈南                                             |
| #57    | マンガ雑誌業界編                      | 2009.3.20  |                                                      |
| #58    | ギョウザ業界編                        | 2009.4.3   | 木下優樹菜                                           |
| #59    | 総集編                                | 2009.4.10  |                                                      |
| #60    | 居酒屋業界                            | 2009.4.17  | スザンヌ・黒須乾（ワタミフードサービス業態企画本部） |
| #61    | アミューズメント業界 ゲームセンター編 | 2009.5.1   | 瑛太                                                 |
| #62    | アミューズメント業界 ボウリング編     | 2009.5.8   | 瑛太                                                 |
| #63    | プロカメラマン業界                    | 2009.5.15  |                                                      |
| #64    | ビール業界                            | 2009.5.22  |                                                      |
| #65    | エステ業界 前編                       | 2009.6.5   |                                                      |
| #66    | エステ業界 後編                       | 2009.6.12  |                                                      |
| #67    | ホテル業界                            | 2009.6.19  |                                                      |
| #68    | 飲料業界                              | 2009.7.3   |                                                      |
| #69    | ブッフェ業界                          | 2009.7.10  |                                                      |
| #70    | レジャー業界 前編                     | 2009.8.7   |                                                      |
| #71    | レジャー業界 後編                     | 2009.8.14  |                                                      |
| #72    | ポータブルゲーム業界                  | 2009.8.21  |                                                      |
| #73    | インスタントラーメン業界              | 2009.9.4   |                                                      |
| #74    | アウトドア業界 前編                   | 2009.9.11  |                                                      |
| #75    | アウトドア業界 後編                   | 2009.9.18  |                                                      |

## 挿入歌
- セツナイ刹那 - 藤井が番組内でたびたび歌っていた15秒程度の短い曲。藤井が即興で作ったメロディに、松本隆が歌詞を付けて誕生した。

## 放送時間
| 放送対象地域 | 放送局             | 系列           | 放送日時                                                                                                 | 備考                         |
| ------------ | ------------------ | -------------- | --- | ---------------------------- |
| 関東広域圏   | テレビ朝日 (EX)    | テレビ朝日系列 | 金曜 25:20 - 25:50 （2007年10月5日 - 2009年9月18日）                                                     | 製作局                       |
| 大分県       | 大分朝日放送 (OAB) | テレビ朝日系列 | 金曜 25:20 - 25:50 （2007年10月5日 - 2009年9月18日）                                                     | 同時ネット                   |
| 福島県       | 福島放送 (KFB)     | テレビ朝日系列 | 月曜 24:55 - 25:25 （2009年10月5日 - 2009年10月26日）                                                    | 次番組開始までの穴埋めで放送 |
| 石川県       | 北陸朝日放送 (HAB) | テレビ朝日系列 | 土曜 25:00 - 25:30 （2009年10月3日 - 2010年1月16日） 月曜 24:20 - 24:50 （2010年1月18日 - 2010年2月1日） |                              |
| 山口県       | 山口朝日放送 (yab) | テレビ朝日系列 | 不定期放送                                                                                               |                              |
| 富山県       | 北日本放送 (KNB)   | 日本テレビ系列 | 水曜 25:25 - 25:55 （2009年4月1日 - 2009年9月30日）                                                      |                              |

- テレビ朝日系列局のみ、原則『朝まで生テレビ!』の放送がある月末週には放送を休止していた。
- 福島放送は2009年10月5日の穴埋め放送開始以前にも、福島県内にあるレジャー施設・スパリゾートハワイアンズを取り上げた「レジャー業界 前編」の回を同年8月22日 16:25 - 16:55 に、「レジャー業界 後編」の回を8月29日 15:30 - 16:00 に放送。
- 北陸朝日放送では、最後の3回分は月曜 24:20 - 24:50 に放送された。